# 中島航輝
中島 航輝（なかじま こうき、1979年3月24日 - ）は、日本の歯科医師。医療法人世航会理事長。大阪府出身。

## 来歴
2003年、明海大学歯学部卒業。
2006年、日本顎咬合学会特別新人賞受賞。同年12月に世田谷デンタルオフィス本院開院。
2007年、東京医科歯科大学大学院補綴学分野博士課程修了。
2008年、医療法人社団世航会設立。同年9月、分院1号医院として白金デンタルオフィス開院。
2009年9月にデンタルオフィス東京ベイ開院。
2010年6月に世田谷デンタルオフィス池尻大橋、7月に世田谷デンタルオフィス祖師谷大蔵を開院。
2011年11月に世田谷デンタルオフィス千歳烏山開院。
2012年3月にデンタルオフィス六本木東京開院。
2013年7月にデンタルオフィスクロスエアタワー開院。
2014年、東京医科歯科大学にて ICOI Study Club Japan 第1回関東甲信越支部学術大会に参加。同年5月にRKデンタルオフィス代官山、8月にRKデンタルオフィス麻布十番開院。
2015年、昭和大学歯学部歯科矯正学分野兼任講師に就任。同年4月にRK世田谷デンタルオフィス、9月にRKデンタルオフィス晴海開院。
2016年、明海大学歯学部補綴学講座客員講師に就任。同年4月に六本木けやき坂デンタルオフィス開院。
2018年2月に西新宿デンタルオフィス東京、5月に芝浦デンタルオフィス東京開院。
2019年3月に南青山インプラント歯科 佐藤歯科医院のオープニングレセプションパーティーにパナマ共和国特命全権大使リッテルディアス夫妻、エクアドル共和国特命全権大使ハイメバルベリス夫妻をはじめとする各国大使や歌手の増田恵子、松平直子らとともに出席。同年7月にデンタルオフィスダイヤゲート池袋開院。
2020年、日本大学医学部大学院分子細胞生理学入学。同年4月にデンタルオフィス汐留メディアタワー、外神田デンタルオフィス東京開院。
2021年3月に月島デンタルオフィス東京と勝どきデンタルオフィス東京、6月にデンタルオフィス東京日本橋タワー、12月にデンタルオフィス人形町開院。
2022年2月に日本補綴歯科協会設立。同年4月に虎ノ門デンタルオフィス東京、8月には地元大阪にてデンタルオフィス大阪梅田開院。

## 著書
- 『オーラル・インプラント・リハビリテーション・シリーズ Vol.4 インプラント埋入編 X-ガイドを用いたダイナミック3Dナビゲーションサージェリー』（クインテッセンス出版　共著）ISBN 978-4-7812-0915-9
- 『アナトミー2 もう一度確認したいインプラント臨床のための解剖』（クインテッセンス出版）ISBN 978-4-7812-0956-2 ※翻訳
- 『まずはこの1冊から！　はじめてのホワイトニング』（クインテッセンス出版　共著）ISBN 978-4-7812-0749-0
- 『前歯部アライナー矯正 導入・実践編』（クインテッセンス出版　共著）ISBN 978-4-7812-0699-8

## 所属学会
- ICOI（国際口腔インプラント学会）理事[5]
- JAID常任理事
- UCLAインプラントアソシエーション理事
- 日本顎咬合学会専門医
- 日本口腔インプラント学会
- 日本審美歯科学会
- 日本補綴歯科学会